# Alla Kushnir
Alla Shulimovna Kushnir (en hebreu: אלה שולימובנה קושניר‎;en rus: Алла Шулимовна Кушнир; 11 d'agost de 1941 - 2 d'agost de 2013) fou una jugadora d'escacs jueva russa, posteriorment israeliana, nascuda a la Unió Soviètica. Tenia els títols de Mestre Internacional Femení des del 1962 i de Gran Mestre Femení des del 1976, i fou tres cops subcampiona del món femenina i un cop campiona soviètica femenina, el 1970.

## Biografia
Alla Kushnir va emigrar de la Unió Soviètica a Israel el 1974.

## Resultats destacats en competició
Kushnir va ser tres vegades consecutives aspirant al Campionat del món d'escacs femení; els tres cops va perdre els matxs pel títol contra Nona Gaprindaixvili:
- +3 –7 =3 a Riga 1965;
- +2 –6 =5 a Tbilisi–Moscou 1969;
- +4 –5 =7 a Riga 1972.

En torneigs, va quedar 1ra-3ra al Torneig de Candidates de Sukhumi 1964 (empatada amb Milunka Lazarević i Tatiana Zatulóvskaia), va guanyar a Bewerjik 1967, va guanyar a Subotica (Torneig de Candidates) 1967, fou 2na a Belgrad 1968, empatà al segon lloc a Sinaia 1969, empatà als llocs 2n-3r a Wijk aan Zee 1971 (amb Vobralova, la guanyadora fou Mária Ivánka), va guanyar a Belgrad 1971 (per davant de Gaprindaixili), va guanyar a Moscou 1971, va guanyar a Vrnjacka Banja 1973, fou tercera a Vorónej 1973 (darrere de Tatiana Zatulóvskaia i Ludmila Saunina), i va guanyar l'Interzonal de Roosendaal 1976 (conjuntament amb Akhmilovskaya).
Kushnir va ser tres vegades guanyadora de les Olimpíades d'escacs femenines: el 1969 i el 1972 va guanyar el torneig com a jugadora de l'equip soviètic, ambdues vegades va fer el millor resultat al 2n tauler, i el 1976 va el va guanyar com a jugadora de l'equip israelià, fent el millor resultat al 1er tauler.
Al Campionat d'escacs femení de la Unió Soviètica hi fou 5a a Lípetsk (1959), 3ra-4ta a Bakú (1961), la guanyadora fou Larisa Volpert, 2na-3ra a Riga (1962), novament guanyà Volpert, 3ra-4ta a Bakú (1963), va empatar al 1r lloc amb Maaja Ranniku a Bălți (1970) i la va vèncer al playoff 4½-3½ a Moscou (el febrer de 1971).

## Mort
Va morir el 2013 a Tel-Aviv, nou dies abans del seu 72è aniversari, per causes no revelades.